# George Hebden
George Horace Robert Hebden (2 tháng 6 năm 1900 – 18 tháng 8 năm 1973) là một cầu thủ bóng đá người Anh. Ông thi đấu cho Leicester City, Queens Park Rangers và Gillingham từ năm 1920 đến năm 1930.